# Philipp Wilhelm von Grumbkow
Philipp Wilhelm von Grumbkow (* 23. Juni 1711; † 21. September 1778 in Lupow) war ein preußischer Generalmajor, Ritter des Johanniter-Ordens sowie Schlossgesessener zu Lupow, Runow und Wangersky.

## Leben

### Herkunft
Seine Eltern waren Philipp Otto von Grumbkow und dessen zweite Frau Henriette Scholastika, geborene von Schlabrendorf.

### Militärlaufbahn
Grumbkow stand zunächst sieben Jahre in sächsischen Diensten und wechselte dann für zweieinhalb Jahre in sardische Dienste. 1743 wechselte er als Hauptmann in das Infanterieregiment „Ludwig Hessen-Darmstadt“. Im Dezember 1743 wurde er dann in das Infanterieregiment „Lehwald“ nach Preußen versetzt. Im August 1745 wurde Grumbkow Flügeladjutant bei Friedrich II. In dieser Position wurde er zum Major und im Mai 1747 zum Oberstleutnant befördert. Im August 1753 wurde er zum Oberst ernannt und im Mai 1757 erhielt er die Ernennung zum Generalmajor.
Während seiner Zeit bei Friedrich II. genoss er dessen spezielles Vertrauen und wurde zu speziellen Aufgaben herangezogen. Als im August 1748 der Prinz August Wilhelm von Preußen schwer erkrankte, schickte der König Grumbkow zum Prinzen, um für ihn zu sorgen. Dieser war nach seiner Genesung sehr dankbar und schenkte Grumbkow ein Reitpferd. Während des Zweiten Schlesischen Krieges und zu Beginn des Siebenjährigen Krieges war er Kommandant eines Grenadierbataillons. Das Bataillon wurde aus den Grenadier-Kompanien der Regimenter „Anhalt-Zerbst“ und „Kalkstein“ gebildet. Er führte auch ein weiteres Bataillon aus der Kompanien der Regimenter „von Bevern“ und „Marwitz“. Er hat sich besonders bei der Belagerung von Prag im Jahr 1744 bewährt.
Im Jahr 1757 ging er nach der Einnahme der Festung Schweidnitz in österreichische Gefangenschaft. Nach seiner Entlassung wurde er nicht mehr militärisch verwendet. Am Ende des Krieges wurde er entlassen und zog sich mit einer Pension von 1000 Talern auf seine Güter zurück. Er kam immer wieder auf Besuch nach Berlin, bis er am 21. September 1778 in Lupow in Hinterpommern starb.

### Familie
Grumbkow war mit Albertine von Gessler (* 1719) verheiratet. Sie war die Tochter des Generalfeldmarschalls Friedrich Leopold von Geßler. Aus der Ehe ging die Tochter Friederike († 1806) hervor, die den preußischen Leutnant Carl Alexander von Podewils (1742–1778) heiratete.